# A Life Divided
A Life Divided (stilisiert als A Life [Divided]) ist eine Dark- und Synth-Rock-Band aus Geretsried im Landkreis Bad Tölz-Wolfratshausen.

## Geschichte
A Life Divided wurde 2003 gegründet. Ihre ersten beiden Alben erschienen im Eigenvertrieb. 2006 erschien das Album Far, das sie als Vorband auf der GlaubeLiebeTod-Tour von Oomph! vorstellten. 2007 begleiteten sie Eisbrecher ebenfalls als Vorband auf der Antikörper-Tournee. Von 2008 bis 2010 schrieben Jürgen Plangger und Erik Damköhler das Album Passenger, aus dem die Singles Heart on Fire und Doesn’t Count ausgekoppelt wurden. 2011 waren A Life Divided Vorgruppe für die Band Apocalyptica auf ihrer 7th Symphony Tour.
2013 erschien das vierte Album der Band The Great Escape und A Life Divided spielten in elf Shows als Support des zweiten Teils der After the War Tour der Hamburger Band Mono Inc. Im Dezember 2013 trat die Band erneut bei Eisbrecher als Support bei deren Jubiläumstour zum zehnjährigen Bestehen von Eisbrecher auf.
In der Zeit zwischen 24. April 2014 und 4. Mai 2015 konnten A Life Divided erstmals als Headliner auf der Doppelheadliner-Tour The Great Escape / Zur Sonne – Zur Freiheit mit der Band Down Below in Clubs in sechs deutschen Städten auftreten.
Im Februar 2015 gab die Band bekannt, dass Gitarrist Mike Hofstätter die Band verließ. Im Frühjahr 2015 begleiteten A Life Divided den Sänger Der Graf und seine Band Unheilig bei 21 Konzerten auf deren Gipfelstürmer-Tournee als Supportband. Gleichzeitig erschien das Album Human. Als erste Single erschien Inside me gefolgt von My Apology. Im Oktober 2015 bestritt die Band die eigene Headliner-Tour zum Album Human durch zehn deutsche Städte erstmals als Quartett.

### Besetzung (2013)

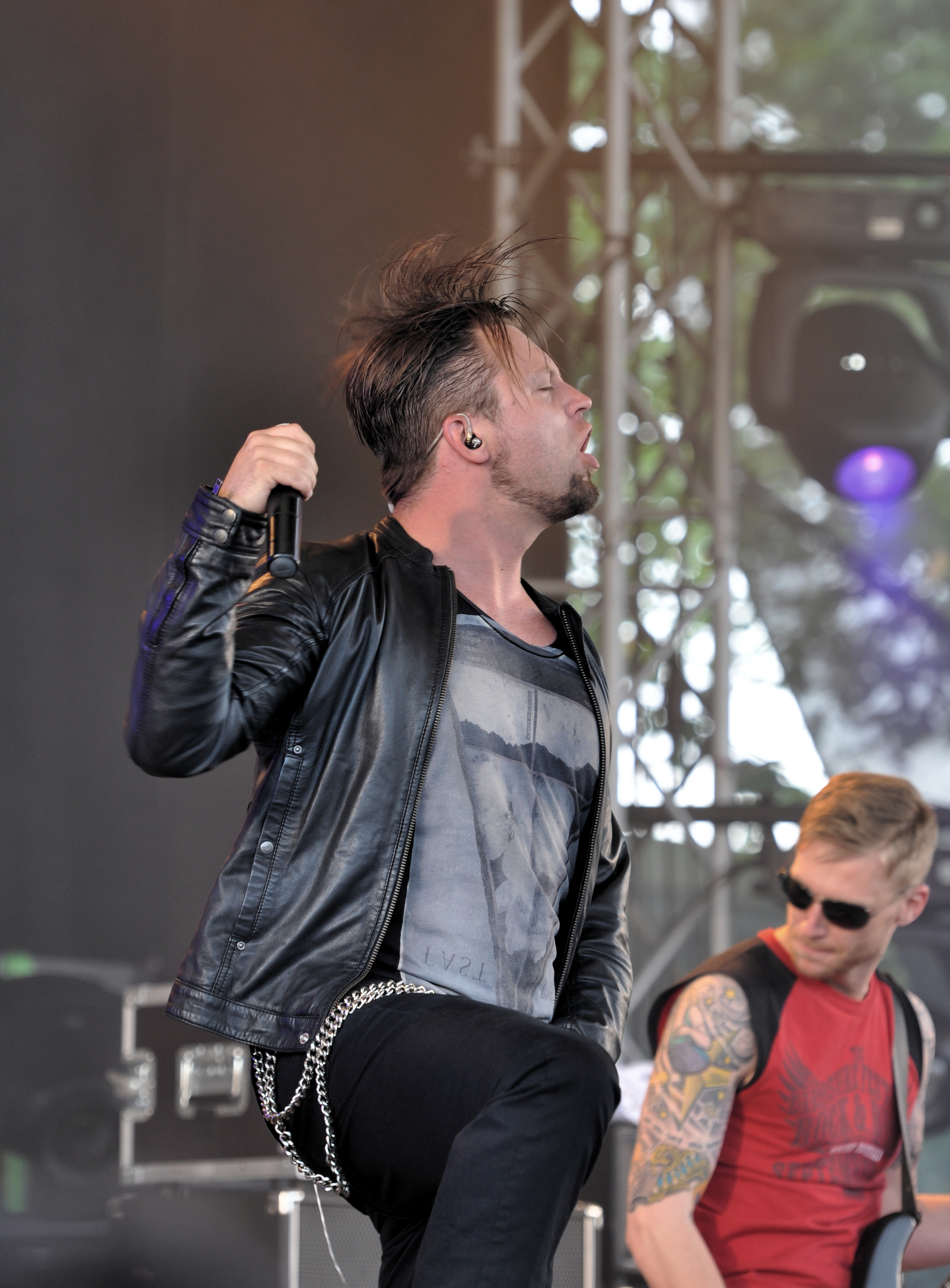
Jürgen Plangger
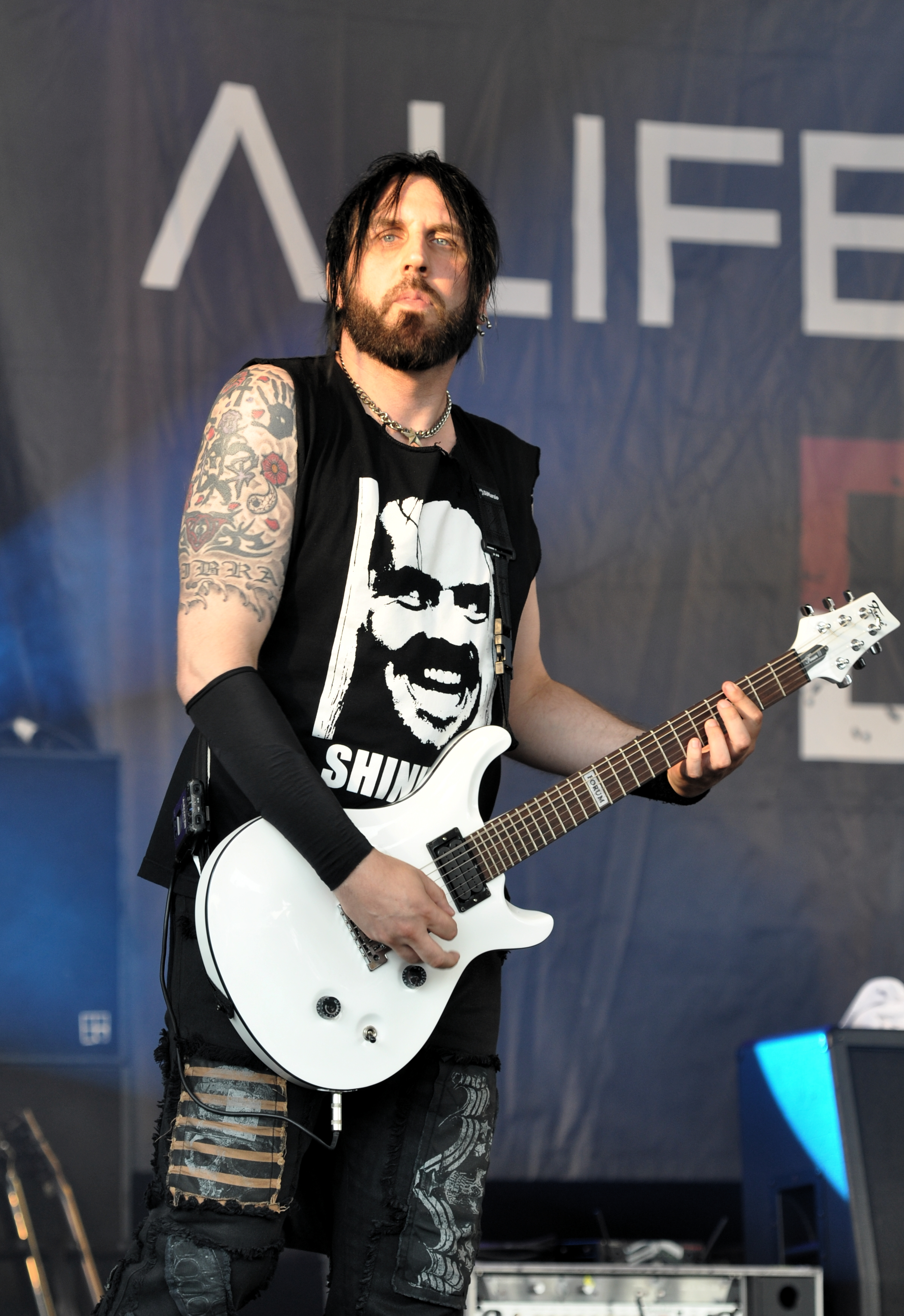
Tony Berger
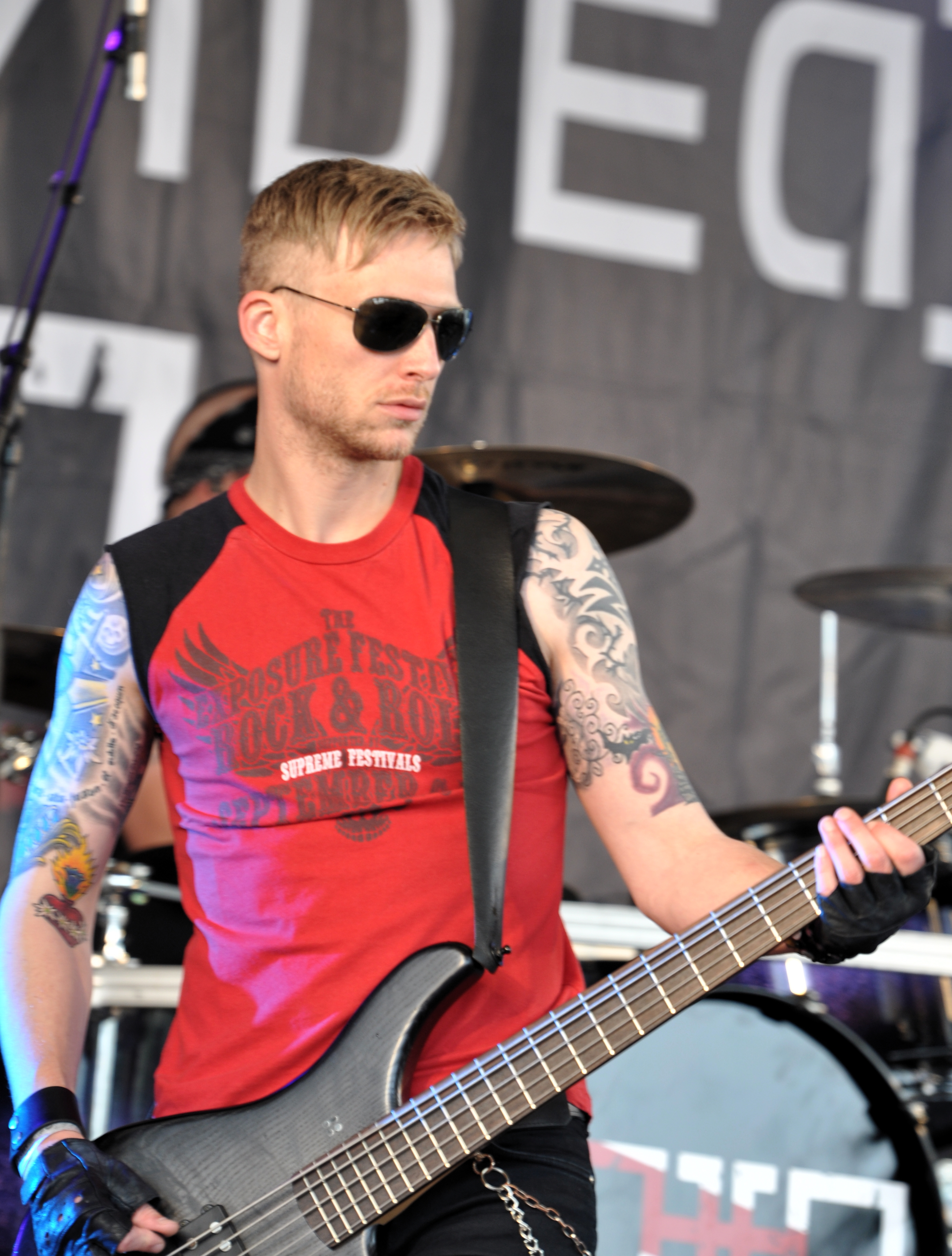
Tobi Egger
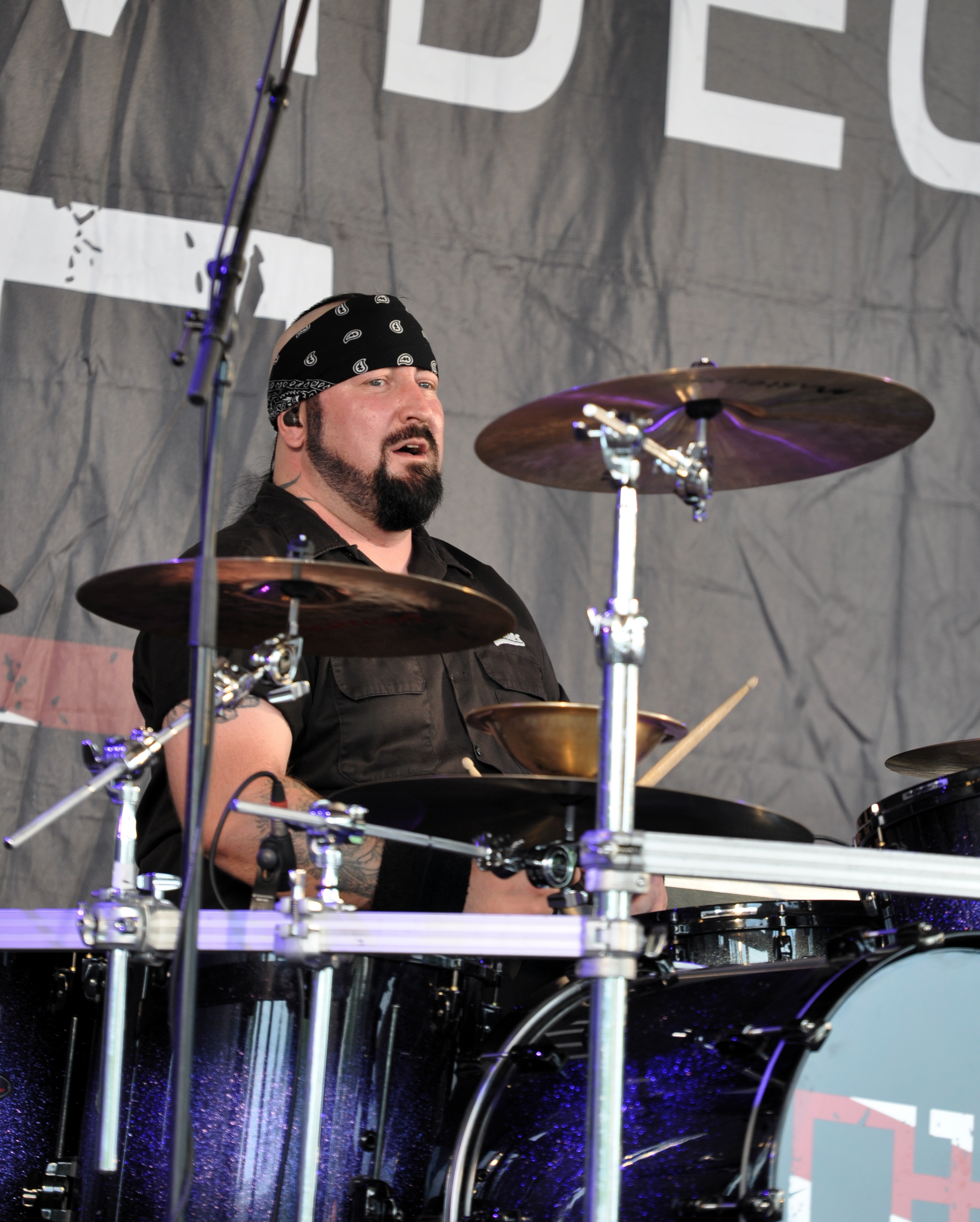
Korl Fuhrmann
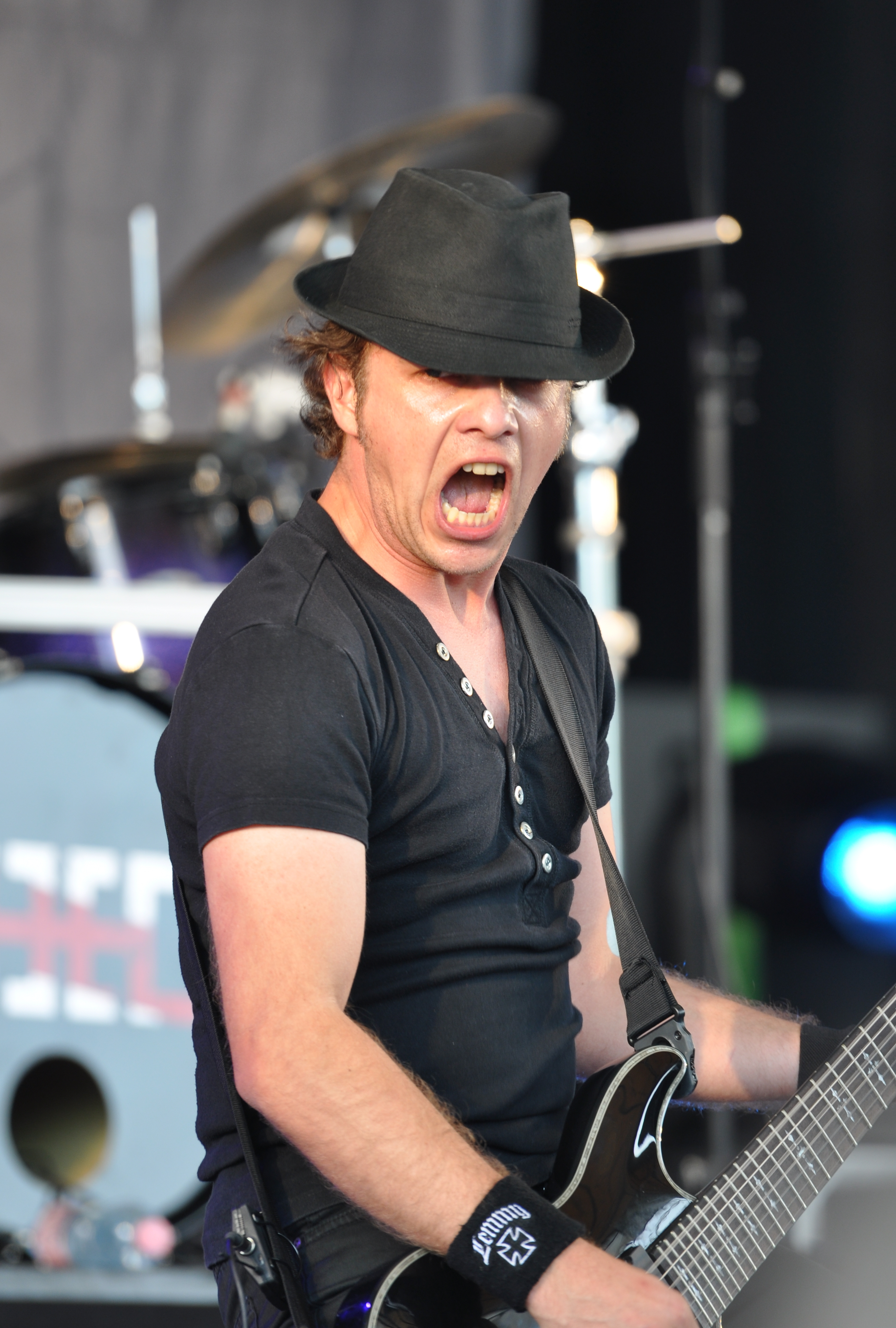
Mike Hofstätter (bis 2015)

## Weitere Aktivitäten der Bandmitglieder
Plangger ersetzte 2006 bei Eisbrecher Gitarrist Felix Homeier. Fuhrmann (bis 2011) und Berger spielen auch bei Lacrimas Profundere. Korl Fuhrmann (bürgerlich: Karl-Heinz Fuhrmann) führt in Geretsried ein Tattoostudio. Tobi Egger ist Autor und Gründungsmitglied (seit 2011) der Miesbacher Schauspielgruppe „Couchrumpler“.

## Diskografie

### Alben
- 2003: Virtualized (Eigenvertrieb)
- 2006: Far (Eigenvertrieb)
- 2011: Passenger (AFM Records / Soulfood)
- 2013: The Great Escape (AFM Records / Soulfood)
- 2015: Human (AFM Records / Soulfood)
- 2020: Echoes (AFM Records / Soulfood)
- 2023: Down the Spiral of a Soul (AFM Records / Soulfood)

### Singles
Physische Singles
- 2010: Heart on Fire (AFM Records / Soulfood)
- 2011: Doesn’t Count (AFM Records / Soulfood)
- 2013: The Last Dance (AFM Records / Soulfood)

Downloadsingles
- 2011: Words (AFM Records / Soulfood)
- 2013: Feel (AFM Records / Soulfood)
- 2013: Space (AFM Records / Soulfood)
- 2013: Clouds of Glass (AFM Records / Soulfood)
- 2015: Inside Me (AFM Records / Soulfood)
- 2015: My Apology (AFM Records / Soulfood)
- 2019: Addicted (AFM Records / Soulfood)
- 2019: Enemy (AFM Records / Soulfood)
- 2020: Confronted (AFM Records / Soulfood)
- 2022: Last Man Standing (AFM Records / Soulfood)
- 2023: Best Time (AFM Records / Soulfood)
- 2023: Tear Down the Walls (AFM Records / Soulfood)

### Musikvideos
- 2006: Anyone
- 2011: Heart on Fire
- 2011: Doesn’t Count
- 2013: The Last Dance
- 2013: Space
- 2015: Inside Me
- 2015: My Apology
- 2019: Addicted
- 2019: Enemy
- 2020: Confronted
- 2022: Last Man Standing
- 2023: Best Time
- 2023: Life Goes On
- 2023: Disorder